# Corrie Hafkamp
Cornelia Jacoba Maria (Corrie) Hafkamp-Versteegen (De Bilt, 15 augustus 1929 – Apeldoorn, 13 augustus 2020) was een Nederlandse kinderboekenschrijfster.

## Biografie
Hafkamp groeide op in De Bilt. Haar eerste kinderboek verscheen in 1963 en heette Het huis in het bos. In 1967 publiceerde zij een eerste roman voor volwassenen, De dans op de drempel, in 1968 gevolgd door Namen geven. Hierna schreef ze enkel nog jeugd- en kinderboeken. Ook schreef ze verhalen voor tijdschriften als Okki en Taptoe. In 1982 ontving zij de literatuurprijs Vlag en Wimpel voor haar boek Wat dacht je van mij?. Vanaf 1982 tot 1989 schreef ze 28 delen uit de Pinkeltje-reeks, oorspronkelijk van Dick Laan (1894-1973).
Ze overleed in 2020 kort voor haar 91e verjaardag.

## Privé
Corrie Hafkamp was getrouwd en had drie kinderen. Ze was gescheiden van haar echtgenoot, die in 2019 overleed.